# Sinorhizobium meliloti
Sinorhizobium meliloti är en gramnegativ aerob bakterie som tillhör Rhizobiaceae familjen.